# Eau Pleine (hrabstwo Portage)
Eau Pleine – miasto w Stanach Zjednoczonych, w stanie Wisconsin, w hrabstwie Portage.